# Agnostrup paucipes
Agnostrup paucipes är en mångfotingart som först beskrevs av Miyosi 1955.  Agnostrup paucipes ingår i släktet Agnostrup och familjen storhuvudjordkrypare. Inga underarter finns listade i Catalogue of Life.